# Khadija Jamal
Pour les articles homonymes, voir Jamel.
Khadija Jamal est une actrice marocaine née à Casablanca en 1935 et morte le 5 octobre 2018.  Elle est connue pour ses nombreux rôles au théâtre, au cinéma et à la télévision et pour son militantisme contre l'occupation française.  

## Biographie
Khadija Kannouni est née à Casablanca en 1935. Elle est connue comme actrice sous le nom de Khadija Jamal.
Elle milite également contre l'occupation française et a été emprisonnée à plusieurs reprises pour ses opinions politiques,.
Elle fait partie de la troupe du ministère de la jeunesse et des sports qui est encadrée par Ben Zidane et André Voisin avec Larbi Doghmi, Bachir Laleej, Salim Berrada et Hammadi Amor,. 
Elle a commencé sa carrière de comédienne au théâtre, dans les années 1950. Elle se produit notamment dans la pièce L’maâlam Azouz qu’elle joue devant le roi Mohammed V. Elle a fait partie de la troupe de théâtre marocaine du Tamtil.
Elle épouse Mohamed Farrah, directeur artistique algérien de la troupe Maâmoura et interrompt sa carrière pour le suivre en Algérie. Le couple divorce en 1988. Elle reprend son travail de comédienne plusieurs années après en jouant dans le film d’Abdelkader Lagtaâ, Bidaoua (Les Casablancais) puis dans Enfance volée de Hakim Noury. 
Elle est notamment populaire pour son rôle dans la série humoristique « Lalla Fatima »,. 
Après une longue maladie, Khadija Jamal est morte le 5 octobre 2018 à l’âge de 83 ans,,,.
Elle est considérée comme l'une des précurseures de l'art dramatique au Maroc.

## Filmographie
- Enfance volée de Hakim Noury (1993)

- Les Casablancais (بيضاوة) d'Abdelkader Lakta (1999)

- Abdul Raouf et la retraite[réf. nécessaire]
- Lalla Fatima (2001-2002-2003)[2]
- Regraguia de Kamal Kamal (2009) [13]
- La Lune rouge de Hassan Benjelloun (2013)

- Au service de la France, série télévisée (épisode 1) (2015-2018-[14]

- Épouse-moi mon pote de Tarek Boudali (2017)[15]